# Hans Jakob von Wattenwyl

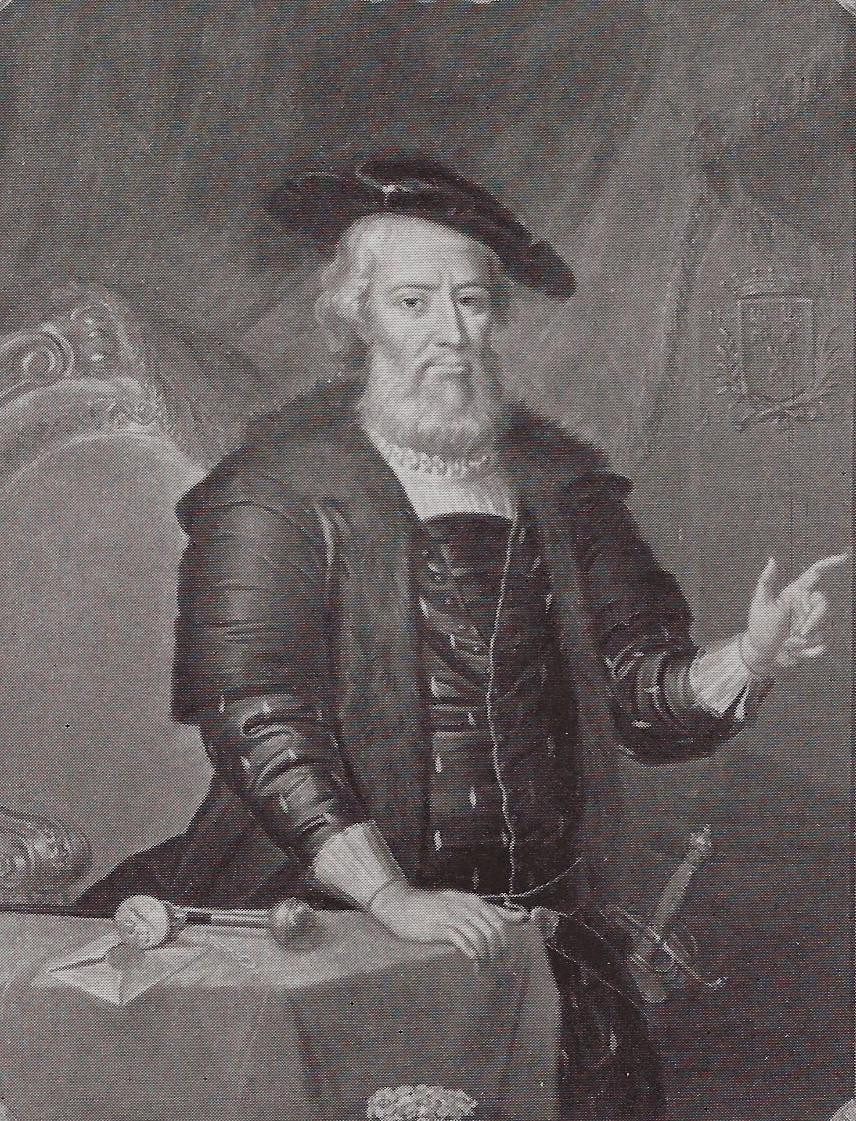
Hans Jakob von Wattenwyl, Phantasiebildnis von Jakob Emanuel Handmann (1773).

Hans Jakob von Wattenwyl (* 1506 in Bern; † 24. Mai 1560 in Bern) war ein Schweizer Leutnant, Grossrat und Schultheiss der Stadt und Republik Bern.

## Leben
Hans Jakob von Wattenwyl war ein Sohn des Berner Schultheissen Jakob von Wattenwyl und ein Bruder des Priesters Niklaus von Wattenwyl. Er erhielt eine Erziehung und Ausbildung als Page am savoyischen Hof. Er trat in französische Dienste ein, in der Schlacht bei Pavia wurde er verwundet. Noch im selben Jahr (1525) verheiratete er sich mit Rose de Chauvirey, Tochter des Philibert und der Isabeau d'Achey, die aus dem burgundischen Châteauvilain stammte. Ihr Vater war Herr von Colombier und Gouverneur von Dijon. 
Von Wattenwyl wurde 1525 wie sein Vater und Bruder Mitglied des Grossen Rats, bereits ein Jahr später des Kleinen Rats. 1531 im Zweiten Kappelerkrieg diente er als Leutnant. Wie sein Vater wurde er 1533 zum ersten Mal Schultheiss von Bern, danach erneut in den Jahren 1537, 1539, 1542, 1546, 1550, 1554 und 1558. 1536 war er Vertreter des bernischen Rats bei den Religionsgesprächen nach Lausanne, sein Bruder Niklaus war einer der Präsidenten, die der Reformation in der damals bernischen Waadt zum Durchbruch verhalfen.
Hans Jakob von Wattenwyl war Herr zu Colombier, Bevaix, Clavaleyres und Münchenwiler sowie Mitherr zu Burgistein, Schönegg, Kirchdorf, Gurzelen, Seftigen und Gerzensee. Zwei seiner Söhne zogen ins Burgund und begründeten die dort ansässigen Familienzweige.

## Familie
Hans Jakob von Wattenwyl heiratete 1525 Rosa de Chauvirey († 1563), eine Tochter von Philibert de Chauvirey und Isabeau d'Achey. Sie hatten zusammen dreizehn Kinder.
- Gerhard von Wattenwyl († 1591), ab 1545 im Dienst von Kaiser Karl V., verheiratet mit Philiberte de Lygny
- Dorothea von Wattenwyl (* 18. April 1532)
- Jakob von Wattenwyl (* 8. Juli 1533; † vor 1560), Venner, verheiratet mit Magdalena Kleeberger und mit Agnes von Mülinen
- Anna von Wattenwyl (* 5. Dezember 1534), verheiratet mit Heinrich von Erlach und mit Hans Sterchi
- Margaretha von Wattenwyl, verheiratet mit Claude Urban Quisard
- Reinhard von Wattenwyl (* 30. März 1536)
- Magdalena von Wattenwyl
- Hans Rudolf von Wattenwyl (* 8. Juli 1538)
- Agathe von Wattenwyl (* 10. März 1540)
- Katharina von Wattenwyl (* 9. Juli 1543)
- Niklaus von Wattenwyl (* 15. Oktober 1544; † 1610), Oberst in savoyischen und spanischen Diensten, verheiratet mit Anna de Grammont/"Joux"
- Elisabeth von Wattenwyl (* 1. Juli 1546; 11. November 1578), verheiratet mit Kaspar von Praroman
- Philibertus von Wattenwyl (* 9. Juli 1548)